# Frederik Anton Wedel Jarlsberg (1694-1738)
 Der er flere personer med dette navn, se Frederik Anton Wedel Jarlsberg (1748-1811).
Frederik Anton lensgreve Wedel Jarlsberg (9. marts 1694 i København – 22. september 1738 på Jarlsberg ) var en dansk officer og godsejer, bror til Christian Gustav og Georg Ernst Wedel Jarlsberg.

## Uddannelse og tidlig karriere
Han var søn af grev Georg Ernst Wedel Jarlsberg. Efter at have studeret i udlandet (Utrecht) blev han 1715 med kaptajns karakter sendt over til den ganske hær i Pommern, hvor han fik kompagni ved jyske (tidligere Wedelske) Infanteriregiment. Han blev 2 år efter forsat til Grenaderkorpset og 1719, lige 25 år gammel, blev han oberst og chef for oldenborgske hvervede Regiment, der fik garnison i Rendsborg. Nogle år efter blev han 1721 kammerherre, 1727 Ridder af Dannebrog (symbolum: Deo Pie, Regi ride et proximo juste).

## Lensbesidder
Da hans ældre broder var faldet i Slaget ved Gadebusch (1712) og hans fader døde kort før hans farfader, feltmarskallen, blev grev Frederik Anton 1717 den 2. besidder af Grevskabet Jarlsberg, hvor han gjorde en del for "Residensens" forskønnelse og forbedring. Der blev 1723 ført klage over, at han ved godsstyrelsen gik både Kronens og bøndernes rettigheder for nær; men, støttet til en erklæring fra generalprokurøren, udtalte Konseillet, at der ikke var tilstrækkelig grund til at rejse sag imod ham. Mindre heldigt klarede han sig fra en beskyldning for uregelmæssigheder i regimentsadministrationen, især munderingsøkonomien; han måtte selv indrømme rigtigheden deraf, og, skønt han også denne gang slap for sagsanlæg, måtte han 1729 fratræde kommandoen. Det er derfor med urette, at en tradition har villet finde grunden til hans afskedigelse i, at han ved nedsættende ytringer om kong Frederik IV's andet giftermål skal have pådraget sig kongens mishag; at han ikke har hørt til dronning Anna Sophies parti, synes imidlertid at fremgå af de nådesbevisninger, der straks efter tronskiftet blev ham til del.

## Senere karriere og eventyrer
Endnu 1730 blev Wedel Jarlsberg chef for Grenaderkorpset, der i rang stod lige med garderne, og året efter brigader. 1732 gik han som envoyé extraordinaire til Madrid med det hverv – eller måske snarere påskud – at ordne et gammelt pengemellemværende med den spanske regering. Samme år skulle han have deltaget i et felttog til Korsika, men kom for sent, og fulgte i stedet Marquis de Santa Croce på et felttog i den spanske regerings tjeneste. Denne havde netop ved samme tid genoptaget krigen mod Barbareskerne, og Wedel Jarlsberg fulgte så de spanske tropper til Afrika, var med ved forsvaret af Ceuta og ved Oran, hvor han af en forgiftet pil fik et farligt sår i venstre hånd, der blev lam resten af hans liv.
"Vores nordiske Africanus'" eventyr vakte en vis opsigt i Danmark. Under hans fraværelse udnævnte Christian VI ham ved sit besøg på Jarlsberg 1733 til generalmajor, og da Wedel Jarlsberg året efter vendte tilbage, skænkede kongen ham en kostbar kårde med sit diamantindfattede portræt og inskriptionen Mancus ubivis gentium Ceuta Oranunque quæ sivit gloriam Virtutis Proemium Rosenburgi. Idus Aprilis MDC-CXXXVI (opbevares endnu på Jarlsberg).
Wedel Jarlsberg var fra 1731 participant i det nyanlagte bly- og sølvværk ved Jarlsberg, som han fra 1736 blev eneejer af. På dette værk, på hvis drift han anvendte en del, uden at udbyttet dog kom til at stå i forhold dertil, døde han allerede 22. september 1738, som det antages, af følgerne af det sår, han havde fået i Afrika. Endnu bør nævnes, at Wedel Jarlsberg var en mand med sans for videnskabelighed og holdt af at omgås lærde mænd.
Wedel Jarlsberg blev gift 2. juni 1717 med Louise Raben (født 9. august 1696), datter af gehejmeråd Johan Otto Raben. Efter 1727 at være blevet skilt fra manden døde hun i Flensborg 1736.